# Rebutia perplexa
Rebutia perplexa ist eine Pflanzenart in der Gattung Rebutia aus der Familie der Kakteengewächse (Cactaceae). Das Artepitheton perplexa stammt aus dem Lateinischen, bedeutet ‚verwirrend‘.

## Beschreibung
Rebutia perplexa wächst meist gruppenbildend mit kugelförmigen bis kurz zylindrischen, leuchtend grasgrünen Körpern. Die Körper erreichen bei Durchmessern von 1,2 bis 1,5 Zentimetern Wuchshöhen von 1,5 bis 2 Zentimetern und haben Faserwurzeln. Die 16 bis 18 Rippen sind spiralförmig angeordnet und in kleine Höcker gegliedert. Die darauf befindlichen kreisrunden Areolen sind weiß. Die 10 bis 16, selten bis zu 20, gelblich bis bräunlichen Dornen lassen sich nicht in Mittel- und Randdornen unterteilen. Sie sind ausgebreitet, leicht abstehend und 1 bis 2 Millimeter lang.
Die fliederrosafarbenen Blüten werden 3 bis 3,5 Zentimeter lang und erreichen Durchmesser von 2,5 bis 3 Zentimetern. Ihre Narben sind weiß. Die kugel- bis eiförmigen Früchte sind dunkelpurpurfarben und weisen Durchmesser von 3 bis 4 Millimetern auf.

## Verbreitung und Systematik
Rebutia perplexa ist in Bolivien im Departamento Tarija verbreitet.
Die Erstbeschreibung durch John Donald Donald (1923–1996) wurde 1980 veröffentlicht.

## Nachweise